# فتيحة بربار
فتيحة بربار واسمها الحقيقي فتيحة بلال، 11 فبراير 1945 - 16 يناير 2015) ممثلة جزائرية، وُلدت في حي القصبة الشعبي بالجزائر العاصمة. بدأت مشوارها الفني في الخمسينيات، وشاركت في المسرح والتلفزيون والسينما، حيث قدمت أدوارًا متنوعة في المسرح الوطني الجزائري وفي عدة أعمال تلفزيونية وسينمائية. كما كانت من المشاركين في الثورة الجزائرية كفدائية.
تُعدّ من الأسماء المؤسسة للفن السابع الجزائري بعد إستقلال الجزائر، حيث ساهمت في تطور السينما الجزائرية بعد الاستقلال من خلال أدوار تناولت قضايا اجتماعية وتاريخية، وأسهمت في ترسيخ حضور المرأة في المشهد الفني. استمر نشاطها لعقود حتى وفاتها في 16 يناير 2015.

## المسيرة الفنية
بدأت حياتها الفنية في عام 1959 بالمعهد البلدي للفنون الدرامية بالجزائر و عمرها 14 سنة حيث انضمت إلى الفرقة الموسيقية للراحلة مريم فكاي ثم المطربة فضيلة الدزيرية التي كانت لها مكانة خاصة في قلبها. في نفس العام التحقت بالمعهد الوطني للموسيقى فرع التمثيل حيث اكتشف موهبتها المسرحي الجزائري الكبير محيي الدين بشطارزي وأدخلها عالم المسرح، وشاركت في العديد من أعماله المسرحية، إلى جانب فنانين بارزين مثل كلثوم، نورية، رويشد، مصطفى كاتب، علي عبدون، يحيى بن مبروك، العربي زكال، والفنانة وهيبة.
برزت بربار في المسرح من خلال مشاركتها في أعمال بارزة مثل بني كلبون لولد عبد الرحمن كاكي، جحا والناس لمحمد بن ڤطاف، وأغنية الغابة لحميدة آيت الحاج. كما اختارها المخرج مصطفى قريبي للمشاركة في مسرحية تارتيف لموليير، ما فتح لها أبواب السينما.
ظهرت بربار في أول أدوارها السينمائية في فيلم أمهاتنا (1965) للمخرج مصطفى بديع، وتوالت أعمالها السينمائية، من بينها المرأة المثالية (1969) لفاروق مزران، ووردة حمراء من أجلي (1964)، وما ينفع غير الصح (1965)، والقرّاب والصالحين (1966). كونت ثنائيًا ناجحًا مع الممثل الراحل رويشد في أفلام مثل البوابون وحسان الطاكسي (1978)، وشاركت في فيلم عايلة كي الناس (1990) إلى جانب عثمان عريوات، وهو من كلاسيكيات السينما الجزائرية.
في التلفزيون، أصبحت بربار وجهًا مألوفًا للمشاهد الجزائري، خاصة في الأعمال الرمضانية، حيث شاركت في مسلسلات مثل المصير والبذرة بجزأيه الأول والثاني.

## الحياة الشخصية
تزوجت فتيحة في 27 ماي 1967 من إبراهيم بربار  و أنجبت له خمسة أبناء وبنات. كانت تحظى بحياة أسرية مستقرة بجانب مسيرتها الفنية المزدهرة.

## الوفاة
توفيت فتيحة بربار في 16 يناير 2015 إثر أزمة قلبية أثناء زيارة عائلية لباريس بفرنسا، عن عمر 70 عامًا. عُرفت بمسيرتها في السينما والمسرح الجزائري، وتم تنظيم فعاليات باسمها بعد وفاتها تكريمًا لإسهاماتها الفنية

## فلموغرافيا
- 1964: وردة حمراء من أجلي
- 1965: ما ينفع غير الصح
- 1965 : أمهاتنا [1]
- 1966: القرّاب والصالحين
- 1969: المرأة المثالية
- 1970: سكاتش البقرة
- 1973: أحداث متنوعة
- 1976: عايش بــ 12
- 1978: البوابون[12]
- 1982 : حسان طاكسي
- 1983: فيلم فلاش باك
- 1990 : عائلة كي الناس
- 1993: لحن الامل
- 1995: راي
- 1997: 100% أرابيكا
- 1998 سكاتش عيد الكبير
- 1999 : قبل الغروب
- 2000: حريم مدام عثمان
- 2001: العالم الآخر
- 2007: البوقالة
- 2012: الانحراف
- 2014: ضياف لاعرضة

## مسلسلات تلفزيونية
- 1991-1989: المصير
- 2002: المرأة المنكسرة
- 2003: شفيقة بعد اللقاء
- 2004: اللاعب
- 2005-2008: البذرة 1 - 2
- 2007: مسلسل العودة
- 2009: مسلسل القلادة

## روابط خارجية
- فتيحة بربار على موقع IMDb (الإنجليزية)
- فتيحة بربار على موقع ألو سيني (الفرنسية)
- فتيحة بربار على موقع أول موفي (الإنجليزية)